# Saint-Jean-Poutge
Saint-Jean-Poutge è un comune francese di 317 abitanti situato nel dipartimento del Gers nella regione dell'Occitania.
Posizionato nel pieno centro del dipartimento, è attraversato dal fiume Baïse.

## Società

### Evoluzione demografica
Abitanti censiti